# 日照山字河机场高速公路
日照山字河机场高速，是连接山东省日照市山字河机场与日照石臼港区疏港高速的高速公路，全长3.89公里，全线设计时速80km/h。本路的建成可有效减少进出日照机场车辆的通行时间。

## 历史
- 2017年12月26日建成通车。[2]